# Dia Internacional pelo Fim da Impunidade dos Crimes contra Jornalistas
O Dia Internacional pelo Fim da Impunidade dos Crimes contra Jornalistas é um dia reconhecido pela ONU e celebrado anualmente no dia 2 de novembro.
O dia chama atenção para a baixa taxa global de condenação por crimes violentos contra jornalistas e trabalhadores da mídia, estimado em apenas um em cada dez casos. Como esses indivíduos desempenham um papel fundamental para informar e influenciar o público sobre questões sociais importantes, a impunidade por ataques contra eles tem um impacto particularmente devastador, limitando a conscientização pública e o debate construtivo.
No dia 2 de novembro, organizações e indivíduos em todo o mundo são incentivados a falar sobre os casos não resolvidos nos seus países e a escrever para o governo e funcionários intragovernamentais para demandar ação e justiça. A UNESCO organiza uma campanha de sensibilização sobre os resultados do relatório bienal sobre a segurança dos jornalistas e o risco de impunidade, da Diretoria-Geral da UNESCO, que cataloga as respostas de Estados ao pedido formal da UNESCO para atualizações sobre o andamento dos casos de assassinatos de jornalistas e trabalhadores da mídia. A UNESCO e grupos da sociedade civil em todo o mundo também usam o dia 2 de novembro como uma data de lançamento para outros relatórios, eventos e outras iniciativas de advocacy relacionados com o problema da impunidade para crimes contra a liberdade de expressão.